# Прокофьев, Иван Петрович (военный)
Иван Петрович Прокофьев (1794, неизвестно — 1865, Николаев, Николаевское военное губернаторство) — полковник по адмиралтейству, участник сражения брига «Меркурий» в русско-турецкую войну 1828—1829 годов.

## Биография
Родился в 1794 году.
С 15 апреля 1807 года учился в Черноморском штурманском училище, по окончании которого 1 января 1815 года был произведён в штурманские помощники унтер-офицерского ранга; 1 июля 1817 года произведён в штурманские помощники 14-го класса.
В 1818—1828 годах ежегодно плавал в Чёрном море. 12 июля 1827 года за отличие при снятии с мели транспорта «Ревнитель» произведён в штурманы 12-го класса. 23 сентября 1827 года переименован в поручики Корпуса флотских штурманов.

В 1829 году на бриге «Меркурий» курсировал у Босфора и, участвуя в сражении с двумя турецкими кораблями, первым на консилиуме, как младший из офицеров, подал голос за взрыв брига в случае неудачного исхода боя. За отличие в сражении с турецкими кораблями 4 июня 1829 года произведён в штабс-капитаны и награждён орденом Святого Георгия 4-й степени и пенсией двухгодового оклада жалования. В память подвига высочайшие было повелено: 
внести в герб его пистолет, как орудие избранное им и прочими офицерами брига Меркурий для взорвания на воздух брига при невозможности продолжать бой
.
В 1830—1835 годах заведовал севастопольским телеграфом и производством метеорологических наблюдений; 22 апреля 1834 года произведён в капитаны.
В 1836—1854 годах состоял начальником инструментальной камере в Севастополе; 30 марта 1852 года произведён в подполковники. В 1853 году награждён орденом Святого Владимира 4-й степени за 35 лет выслуги в офицерских чинах.
В 1854—1855 годах заведовал штурманской частью в севастопольском порте. В 1855 году за участие в обороне Севастополя награждён орденом Святой Анны 2 степени с мечами и годовым окладом жалования.
15 февраля 1860 года произведён в полковники с увольнением от службы.

## Награды
- Орден Святого Георгия 4-й степени (4 июня 1829)
- Орден Святого Владимира 4-й степени за 35 лет выслуги в офицерских чинах (30 марта 1852)
- Орден Святой Анны 2 степени с мечами (1855)